# آیرلی بیچ
آیرلی بیچ (به انگلیسی: Airlie Beach) یک شهرک در استرالیا است که در کوئینزلند واقع شده‌است.